# № 2 (галиот, 1797)
№ 2 — галиот Каспийской флотилии Российской империи, находившийся в составе флота с 1797 года, принимал участие в русско-персидской войне 1804—1813 годов, использовался в качестве грузового и посыльного судна.

## Описание галиота
Парусный галиот с деревянным корпусом, один из 12 галиотов типа «Номерной», строившихся на Казанской верфи в 1796—1797 годах.

## История службы
Галиот № 2 был заложен на стапеле Казанского адмиралтейства в 1796 году и после спуска на воду в 1797 году вошёл в состав Каспийской флотилии России.
С 1798 по 1802 год использовался для грузовых перевозок между портами Каспийского моря и русскими постами на побережье, а также доставки продовольствия на суда флотилии. Принимал участие в русско-персидской войне 1804—1813 годов, кампании 1803 и 1804 годов использовался для доставки продовольствия и припасов русским войскам, ходил в персидские порты с различными поручениями, а также занимал пост у берегов Персии.
5 (17) февраля 1805 года командир галиота лейтенант В. Я. Дурново за тайный провоз из Персии в Астрахань шелка был на полгода разжалован в матросы, а сам галиот с 1805 по 1808 год находился при астраханском порте.

## Командиры галиота
Командирами галиота № 2 в составе Российского императорского флота в разное время служили:
- мичман В. Я. Дурново (1802 год)[5];
- лейтенант В. Т. Нелюбохтин (1803 год)[6];
- лейтенант В. Я. Дурново (с 1804 года по февраль 1805 года, затем с июля 1805 года)[5];
- лейтенант К. А. Колокольцов (1807 год)[7];
- капитан-лейтенант Н. К. Певцов (1808 год)[8].

### Комментарии
1. ↑  Всего в рамках серии было построено 12 галиотов с номерами от 1 до 12[1].